# Creative Killings
Creative Killings è il quinto album del gruppo musicale Sinister, pubblicato nel 2001.

## Tracce
1. Relic of Possession – 1:49
2. Bleeding Towards the Wendigo – 2:50
3. Creative Killings – 3:56
4. Judicious Murder – 3:36
5. Reviving the Dead – 5:12
6. Early Gothic Horror – 4:26
7. Moralistic Suffering – 2:50
8. Altering the Beast – 4:30
9. Season of the Wicked – 3:09
10. Storm in My Mind (Possessed cover) – 3:56

## Formazione
- Rachel Heyzer - voce
- Aad Kloosterwaard - batteria
- Bart van Wallenburg - chitarra
- Alex Paul - basso